# Paul Außerleitner
Paul Außerleitner (* 3. Februar 1925 in Bischofshofen; † 9. Jänner 1952 ebenda) war ein österreichischer Skispringer. Er gilt als einer der Pioniere des Skispringens in Österreich nach dem Ende des Zweiten Weltkriegs.
1942 gewann Außerleitner den deutschen Jugendmeistertitel im Skispringen.
Nach dem Zweiten Weltkrieg gehörte er zum Österreichischen Nationalkader. 1948 wurde er in Radstadt Salzburger Landesmeister, bevor er 1949 ASKÖ-Bundesmeister in Innsbruck wurde. Im selben Jahr gewann er zudem den österreichischen Staatsmeistertitel in Villach.
Neben seinen sportlichen Aktivitäten setzte er sich in seiner Heimatstadt Bischofshofen auch nachhaltig als Organisator und Betreuer für die Wiederbelebung des Skispringens ein.
Außerleitner verletzte sich am 5. Jänner 1952 im Training für das Dreikönigsspringen so schwer, dass er vier Tage später an den Folgen des Sturzes starb. Ihm zu Ehren wurde die Hochkönigschanze in Bischofshofen, auf der jedes Jahr das Finale der Vierschanzentournee stattfindet, in Paul-Außerleitner-Schanze umbenannt.